# Heinrich Stroband

Heinrich Stroband

Heinrich Stroband (* 14. November 1548 in Thorn; † 20. November 1609 ebenda) war ein deutscher Jurist und Erster Bürgermeister sowie königlich polnischer Burggraf von Thorn, der Gründer des Evangelischen Akademischen Gymnasiums in Thorn und Mitbegründer der Kodifizierung des Kulmer Rechts. Nach ihm wurde in Thorn die Strobandstraße (heute: ul. Mały Garbary) benannt. Sein Grabmal und Epitaph befindet sich in der St. Marienkirche zu Thorn.

## Leben

### Herkunft
Der Patrizier Heinrich Stroband wurde als Sohn des in Danzig geborenen Thorner Ratsherrn Johann Stroband (1511–1585), Erbherrn auf Niederbriesen (Brzezno) und Preußisch Lanke, und seiner Frau, der Thorner Bürgermeisterstochter Margarete Esken, in Thorn geboren. Als der Vater 1551 zum Thorner Bürgermeister gewählt worden war, ernannte ihn König Sigismund II. August auch zum Burggrafen. 1557 bekannte er sich offen zur lutherischen Konfession. Er erhielt 1569 auf dem Reichstag zu Lublin für sich und seine Nachkommen das polnische Indigenat. Die Familie gehörte seitdem dem polnischen Adel an. Der Großvater Christian Stroband (1482–1531), Erbherr auf Niederbriesen, entstammte einem kurmärkischen Geschlecht, aus dem schon seit Beginn des 15. Jahrhunderts Berliner regierende Bürgermeister hervorgegangen waren. Der Großvater, Sohn eines Ratsherrn, hatte sich als Zwanzigjähriger in Danzig niedergelassen und hatte unter dem Deutschen Hochmeister und Herzog Albrecht von Preußen 1520/1521 im Reiterkrieg Kriegsdienste geleistet. Nach dem Frieden ließ er sich zu Thorn nieder, wo er als Ratsherr verstarb.

### Ausbildung
Nach dem Schulbesuch studierte Heinrich Stroband ab 1566 in Frankfurt (Oder) Philosophie, Rechts- und Politikwissenschaften, ab 1568 in Tübingen Zivilrecht und Kirchenrecht. Seit dieser Zeit interessierte er sich für alte Geschichte, und ab 1570 studierte er Theologie in Wittenberg. Er reiste auch nach Straßburg und Basel und kehrte im Jahre 1574 nach Thorn zurück.

### Wirken
Er wurde 1578 Schöffe des altstädtischen Gerichts in Thorn, wenig später auch des kulmerländischen Landgerichts. Ab 1586 war er als Ratsherr Mitglied im Stadtrat, und schon 1587 wurde er zum Bürgermeister und Stadtpräsidenten gewählt. Das blieb er bis zu seinem Tod. Der polnische König ernannte ihn zum Burggrafen von Thorn, welches Amt sein Vater schon bekleidete. Er war auch in den städtischen Schulen Oberschulrat und leitete das Thorner Konsistorium.
Er war für Thorn eine der herausragendsten Personen an der Wende des sechzehnten zum siebzehnten Jahrhundert. Die erste Phase seiner Tätigkeiten zeichnete sich durch Studien über das Kulmer Recht und die städtische Bildungsreform aus. Dank seiner Bemühungen wurde das Bildungsniveau der Thorner Schule deutlich erhöht; sie wandelte sich von sechs Schuljahren, die einen mittelalterlichen Ursprung haben, in ein modernes System mit 10 Schulklassen und erhielt den Status einer Universität, die zu einem der führenden Zentren des intellektuellen Lebens im Königreich Preußen wurde. Im Jahr 1595 realisierte Stroband auch den Vorschlag zur Einrichtung der Evangelischen Akademie in Thorn.
Nach seiner Berufung in den Rat von Thorn erhielt er einen signifikanten Einfluss auf das Funktionieren der Stadt. Ein wichtiges Element der Aktivitäten waren Strobands Bauvorhaben: Anpassung des Gebäudes nach Ordnung eines Franziskanerklosters an die Bedürfnisse der Mittelschule, auch ein Wohnheim für Studenten wurde gebaut. Zu den wichtigsten Umsetzungen gehören die Entwicklung des Altstädtischen Rathauses.
1591 begann die Planung des Umbaus des Abwehrsystems der Stadt in eine moderne Befestigungsanlage; die Umsetzung erfolgte in den Jahren 1597–1601. Hinzu kam der Bau einer Waffenkammer und der Stadtwache. Auf seine Initiative hin errichtete der Thorner Stadtrat 1608 in Wiesenburg bei Thorn eine erste Brauerei, die der Stadt große Gewinne einbrachte.

### Familie

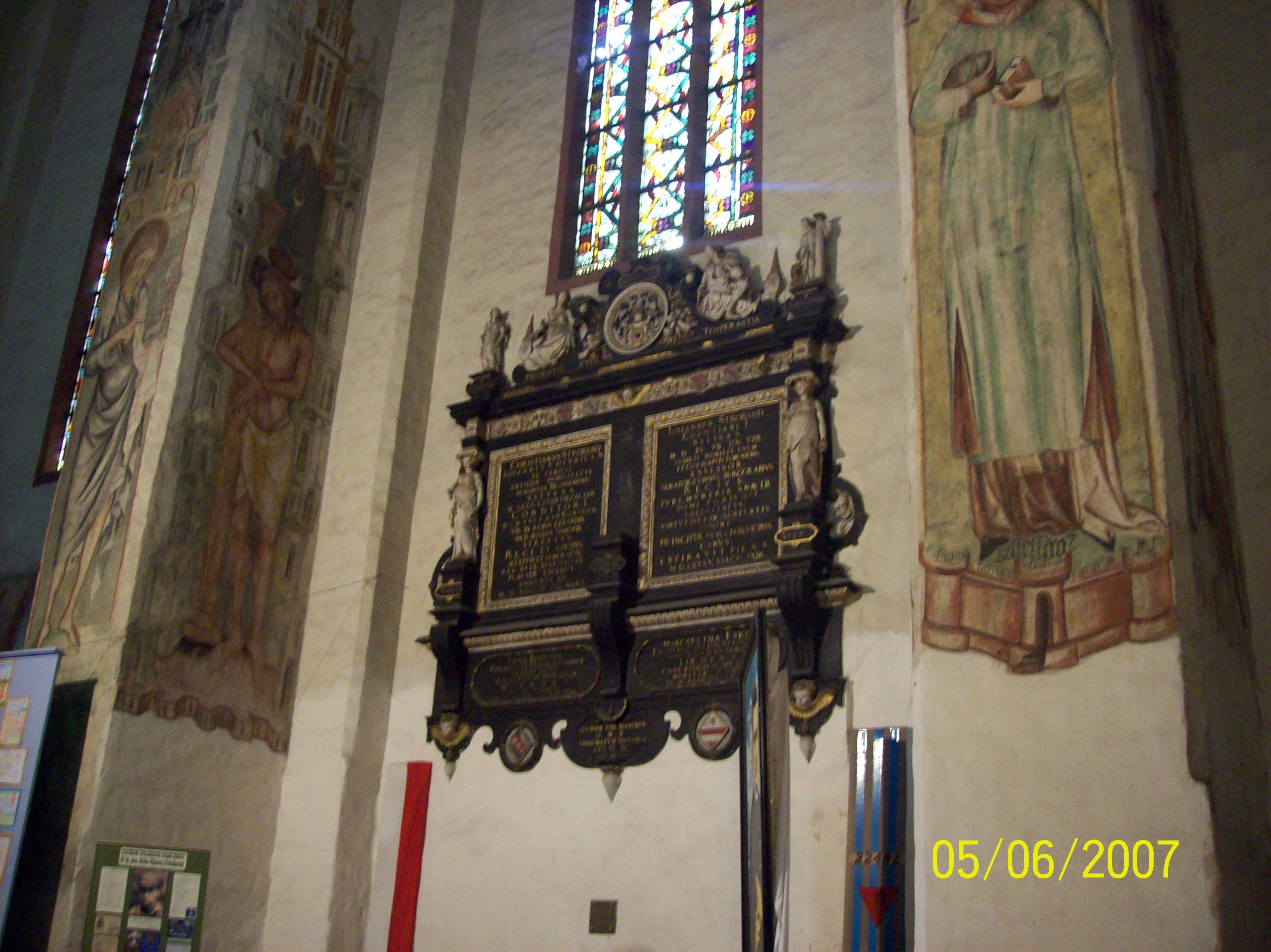
Epitaph der Familie Stroband in der St. Marienkirche zu Thorn
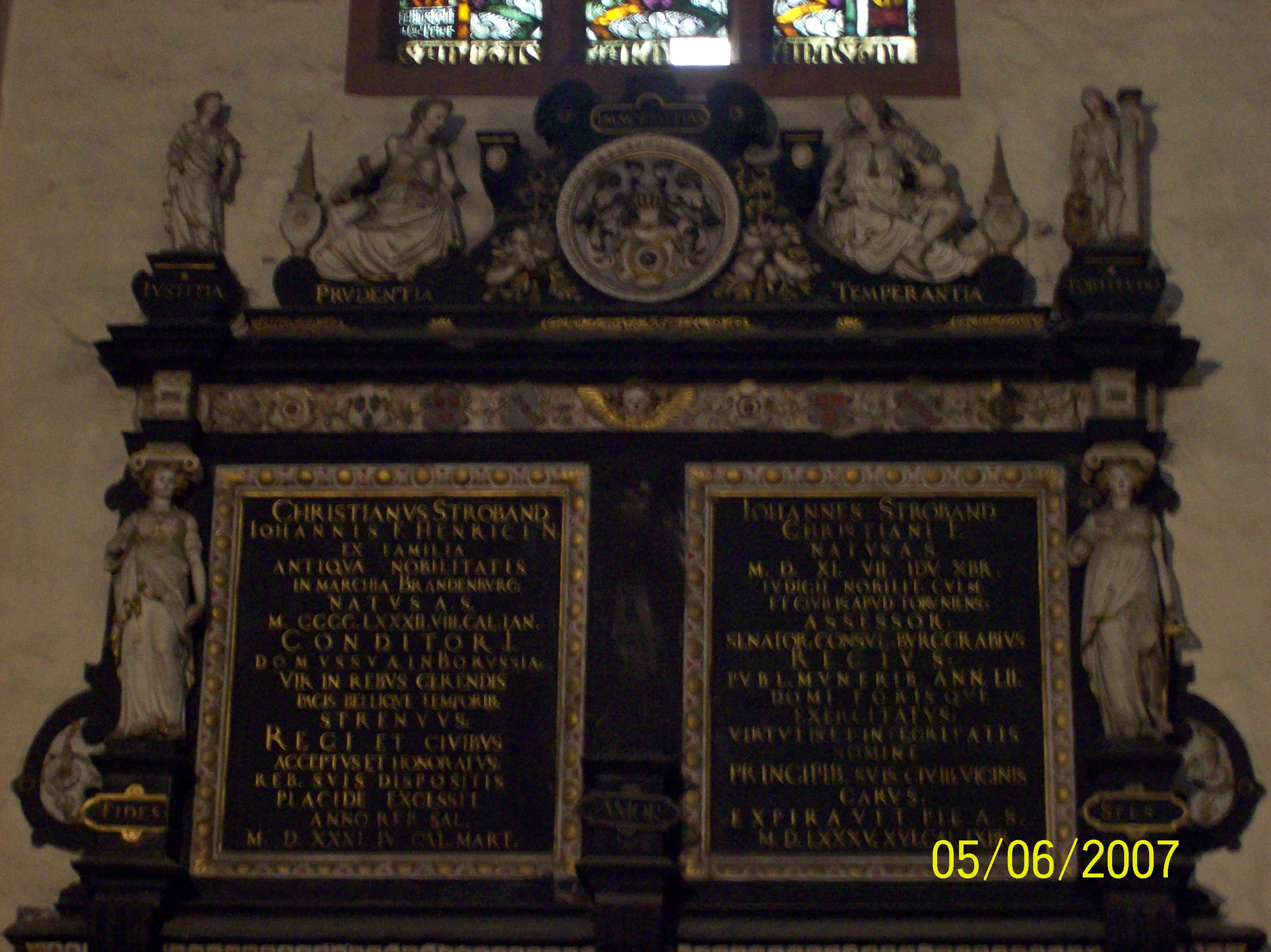
Epitaph der Familie Stroband in der St. Marienkirche zu Thorn
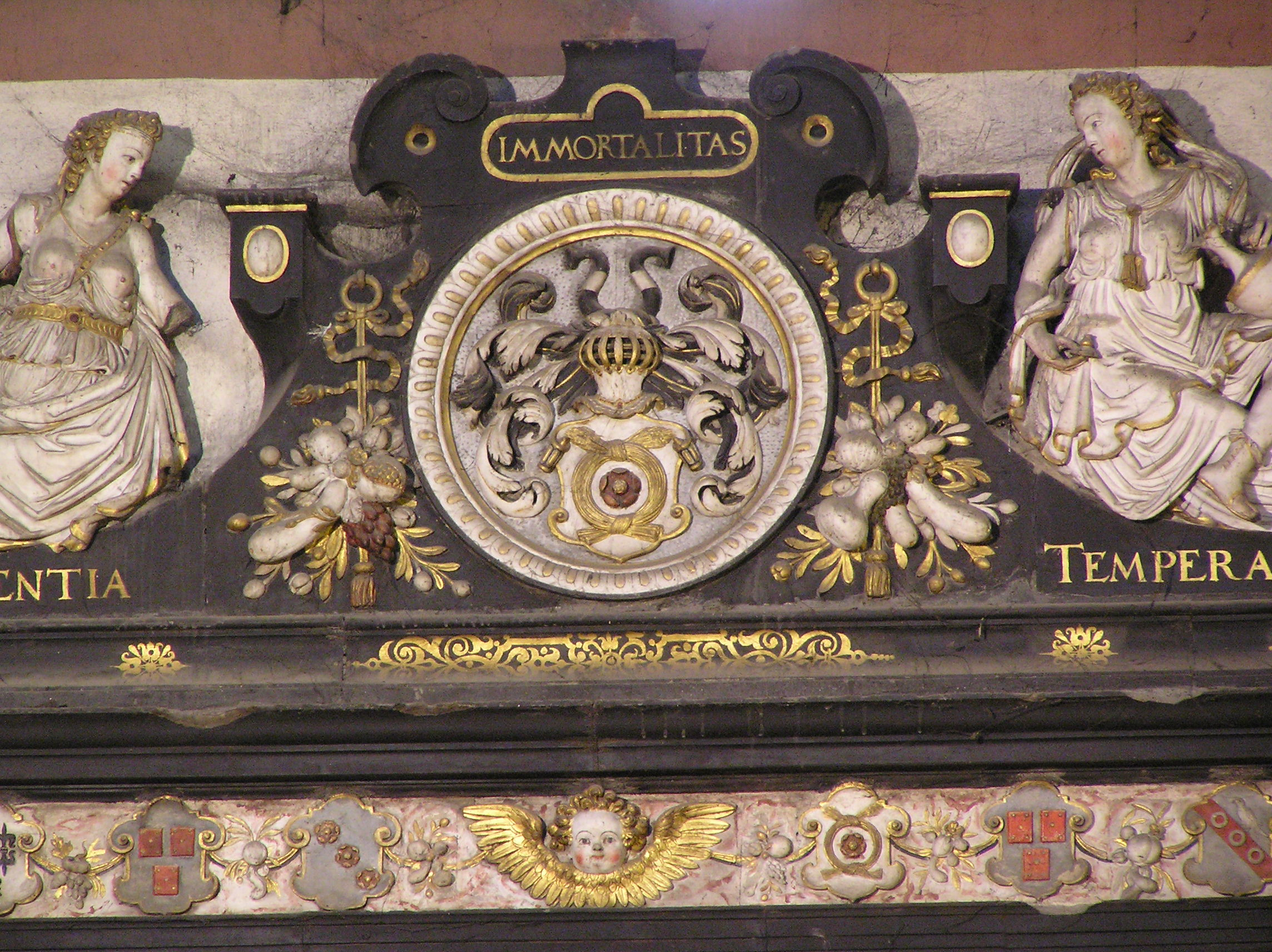
Redendes Wappen derer Stroband am Epitaph: In Silber eine rote Rose, umgeben von einem goldenen Kranz, bestehend aus zwei Strohbünden (= „Srohband“). Auf dem schwarz-silbern bewulsteten Kolbenturnierhelm mit schwarz-silbernen Helmdecken zwei schwarze Büffelhörner mit je einer silbernen Spange

Wie schon Vater und Großvater, war auch Heinrich Stroband Erbherr auf Niederbriesen (Brzezno). Zuletzt hatte ihn der Kurfürst von Brandenburg noch zum Geheimen Rat ernannt. In seiner Ehe mit der gebürtigen Danzigerin Katharina Soldavin (Soldau) zeugte er, gleich seinem Vater, 13 Kinder. Heinrich Strobands Sohn Christian war Sekretär des polnischen Königs Sigismund III. Wasa; sein gleichnamiger Neffe war Sekretär des Brester Woiwoden Rafal Leszczyński in Lissa. Ein weiterer Sohn namens Heinrich Stroband (um 1570–1620) war ebenfalls Bürgermeister von Thorn, ebenso dessen gleichnamiger Sohn (1599–1657).